# شبكة التلفزيون العربي
شبكة التلفزيون العربيّ (بالإنجليزية: Al-Araby Television Network)‏ هي شبكة إعلامية عربيّة رائدة تتبع مجموعة فضاءات ميديا، تضم قناتين تلفزيونيتين رئيسيتين هما "التلفزيون العربي" و"التلفزيون العربي 2"، إلى جانب مجموعة من المشاريع الرقمية التي تقدم محتوى مميز، مثل منصة "أنا العربي" و"العربي تيوب".
بدأت قناة "التلفزيون العربي" مسيرتها في عام 2015 انطلاقًا من لندن، والتي بدأ بثها التجريبي في 25 يناير في ذكرى ثورة 25 يناير في مصر، وانتقلت إلى مقرها الجديد في مدينة لوسيل بقطر في عام 2022. القناة متخصصة في تقديم تغطيات إخبارية شاملة، بالإضافة إلى الوثائقيات والبرامج الحصرية، وتهتم بالقضايا العربية والدولية عبر تقارير دقيقة ومتوازنة تلتزم بالمعايير المهنية، مع دعم من شبكة مراسلين تغطي 33 مدينة حول العالم.
أما قناة "التلفزيون العربي 2"، التي انطلقت في عام 2022، فتوفر محتوى متنوعًا يضم الفنون، والأفلام، والمسلسلات، والوثائقيات، مقدمةً رؤية عربية عصرية تدعم التنوع. كما تُعدّ القناة منصة مميزة لدعم المواهب الشابة والمساهمة في توثيق الروابط الثقافية في العالم العربي.

## أبرز العاملين في الشبكة
يعمل في شبكة التلفزيون العربي عدد من الخبرات والمواهب التي لها باع في شتى مجالات العمل التلفزيوني الإخباري والترفيهي، والقادمون من مختلف القنوات العربية والعالمية، وتسعى لتقديم نموذج إعلامي يحترم المشاهد ويغنى المشهد الإعلامي العربي بالجديد والنوعي من أجل مستقبل عربي أفضل.

### الإداريين
فعلى المستوى الإداري، يشغل الكاتب والإعلامي والصحفي الفلسطيني عباد يحيى منصب المدير التنفيذي للشبكة منذ عام 2022 وإلى الوقت الحالي. ومنذ انطلاقة القناة عام 2015، كان المدير التنفيذي لشبكة التلفزيون العربي هو إسلام لطفي، المحامي المصري، وقد استلم إدارة قناة "التلفزيون العربي" الإعلامي المصري أحمد زين، مدير قناة "الجزيرة مباشر مصر" سابقاً. لاحقاً، في عام 2017، استلم منصب المدير التنفيذي عباس ناصر، الصحفي اللبناني، الذي عمل سابقاً مذيعاً في قناة الجزيرة، ليبقى في منصبه إلى عام 2022.

### المذيعين والمقدّمين والمراسلين
تضم أسماء المذيعين في قناة "التلفزيون العربي" عدداً من المميزين وذوي الخبرة في العمل الصحفي، وذلك مثل: ديمة عز الدين، وجمال عز الدين، ووائل تميمي، وزاهر عمرين، ورولا حيدر، وسلمى الدالي، ونضال حمدي، وسرمد أكرم، وفرح فواز وغيرهم الكثير.
أمّا المقدّمون في "التلفزيون العربي" وقناة "التلفزيون العربي 2"، فمن أبرز الأسماء الذين يظهروا حالياً على الشاشة هم اليوتيوبر الساخر المصري يوسف حسين، وبدر الدين الصائغ، والمغني اللبناني مروان خوري، والفنان المصري حمزة نمرة، والفنان المغربي رشيد غلام، بالإضافة إلى الإعلامي عارف حجاوي. قديماً في برامج سابقة على الشاشة، كان من أكثر الأسماء شهرةً ظهوراً على الشاشة كل من أسعد طه وبلال فضل.
أمّا المراسلين الصحفيين، فمن أبرز الأسماء الذين يعملون في الشبكة هم: أحمد دراوشة من فلسطين، وعدنان جان من تركيا، وعبد الرحمن برديسي من واشنطن، وكرستين ريناوي من القدس، وأحمد حسين من مصر، وياسر أبو معيلق من برلين، وغيرهم الكثير.

## أبرز المحطات في تاريخ الشبكة
مرّت شبكة التلفزيون العربي بالعديد من المحطات الرئيسية منذ إطلاقها، والتي كانت على النحو الآتي:
- 25 يناير، 2015: تأسيس الشبكة وإطلاق "قناة التلفزيون العربي" وبداية البث التجريبي من لندن.[3]
- 5 مارس، 2017: تعيين عباس ناصر مديراً جديداً للشبكة.[7]
- 25 يناير، 2021: إطلاق الموقع الإلكرتوني الرسمي للقناة.[8]
- 2 يناير، 2022: إطلاق قناة "التلفزيون العربي 2"، وهي قناة ترفيهية ثقافية منوعة.[9]
- 30 أغسطس، 2022: نقل المقر الرئيسي للشبكة من لندن في المملكة المتحدة إلى مدينة لوسيل في قطر، وبداية بث القناة الإخبارية من هناك.[10]
- أكتوبر، 2022: تعيين عباد يحيى مديراً عاماً للشبكة.

## مكاتب الشبكة
يقع المقر الرئيسي لشبكة التلفزيون العربي في مدينة لوسيل شمال الدوحة في قطر، وقد كانت مكاتبها الرئيسية قبل عام 2022 موجودة في لندن قبل قرار نقلها إلى قطر. بالإضافة إلى المقر الرئيسي، يوجد لدى شبكة التلفزيون العربي عدد من المراكز الإقليمية والموجودة في العاصمة اللبنانية بيروت، وآخر في العاصمة تونس.
وكذلك تمتد مكاتبها إلى دول عربية وإقليمية وعالمية عديدة مثل اليمن، والعراق، والولايات المتحدة، وروسيا، وفلسطين (رام الله، وغزة، والقدس)، وليبيا، والجزائر، والأردن، وباكستان. وتدعم هذه المكاتب شبكة واسعة من المراسلين تضم أكثر من 64 مراسلًا، منتشرين في مختلف دول العالم (أكثر من 30 دولة)، بدءًا من شرق آسيا مرورًا بالشرق الأوسط ووصولًا إلى الولايات المتحدة الأميركية في الغرب.

## رؤية القناة
حسب الوصف الذي تورده قناة التلفزيون العربي على صفحتها على يوتيوب فإن رؤية القناة تتمثل «بتسليط الضوء على آمال المواطن العربي ورؤاه، ونظرته إلى نفسه وإلى العالم والمستقبل، كما تسعى الشبكة لأن تكون صوت ورؤية المشاهد العربي في كل مكان». وتركز القناة جهدها لتكون منصة لأصوات وأفكار المبدعين والفاعلين لتحقيق إضافة نوعية وتقديم الجديد والمختلف بروح شبابية معاصرة، حيث تولي اهتماماً خاصًا بالفئة الشبابية.
ومع ذلك فإن الشبكة تؤكّد على مهنيتها وحياديتها بقولهم أنّ الشبكة «تعتمد المعايير الصحافيّة والإعلاميّة المعمول بها عالمياً: من الموضوعيّة إلى دقّة المعلومات وعرض كافّة الآراء وصولاً إلى تقديم التحليل الدقيق والعميق للمشاهد» وذلك بحسب وصفهم.

## أبرز التغطيات

### ثورات الربيع العربي
لقناة التلفزيون العربي موقف واضح حيال ما يعرف بثورات الربيع العربي، وهذا ما يؤكده الخط التحريري لغرفة الأخبار في القناة والمواضيع التي تتناولها والشخصيات التي تحرص على حضورها. حيثُ قدمت الشبكة تغطيات ميدانية شاملة وموضوعية للأحداث، وذلك منذ انطلاقتها في 2015، مع تسليط الضوء على مطالب الشعوب وحراكها. عملت الشبكة على نقل الصورة الحقيقية من قلب الميادين، معتمدة على مراسليها في مختلف البلدان العربية، مما أتاح للمشاهدين متابعة دقيقة ومتوازنة للتطورات السياسية والاجتماعية في تلك الفترة.

### ثورة سوريا (تحديداً)
ساهمت شبكة التلفزيون العربي في توثيق أحداث الثورة السورية منذ انطلاقتها في 2011، عبر تغطيات حية وتحليلات معمقة تناولت الأبعاد الإنسانية والسياسية للصراع. ركزت الشبكة على إبراز معاناة الشعب السوري من خلال تقارير ميدانية حصرية من داخل المناطق المتأثرة، بالإضافة إلى استضافة خبراء ومحللين لمناقشة الأبعاد الإقليمية والدولية للأزمة.

### الحرب على غزة 2023
تميزت الشبكة بتغطية استثنائية للحرب على غزة في عام 2023، حيث قدمت تقارير حية من قلب الحدث، مسلطة الضوء على معاناة المدنيين تحت الحصار والهجمات. كما حرصت على تقديم روايات متوازنة تعكس تعقيدات المشهد السياسي والعسكري، مع استعراض الانتهاكات الإنسانية والجهود الدولية لوقف العدوان. من خلال هذه التغطية، كانت الشبكة ملتزمة بنقل الحقيقة والدفاع عن القضايا العادلة.

## أشهر البرامج والوثائقيات

### العربي اليوم (التلفزيون العربي)
برنامج «العربي اليوم» الذي تقدمه فدى باسيل مذيعة بي بي سي سابقًا وبدر الدين الصائغ المذيع السابق في بي بي سي العربية أيضًا هو أحد أهم البرامج السياسية التي تعرضها القناة، وهو عبارة عن توك شو يومي يناقش أهم الأحداث السياسية في العالم العربي ويستضيف الخبراء والمختصين في مختلف القضايا السياسية والاقتصادية والاجتماعية لمناقشة الأحداث بعمق وموضوعية لفهم مجرياتها ومآلاتها.

### بوليغراف (التلفزيون العربي)
وهو برنامج أسبوعي يسلط الضوء على أبرز الشائعات والأكاذيب التي انتشرت عبر وسائل الإعلام ومواقع التواصل الاجتماعي، مع كشف الجهات التي تقف خلفها وتحليل أهدافها السياسية وآثارها المترتبة على المجتمع. و"بوليغراف" هو اسم لجهاز كشف الكذب.

شعار برنامج جو شو السابق

### جو شو (التلفزيون العربي)
بدأ برنامج «جو شو» كبرنامج على يوتيوب بعنوان جو تيوب وهو برنامج سياسي ساخر يقدمه الكوميدي الشاب المصري يوسف حسين، ثم انتقل هذا البرنامج ليبث بشكل رسمي على التلفزيون العربي بعنوان «جو شو». يتناول البرنامج الأوضاع السياسية والاجتماعية في الوطن العربي وخاصة مصر ويسلط الضوء على ما يصفه مقدم البرنامج بأنها تناقضات ومفارقات في الإعلام العربي الرسمي.
كان برنامج "جو تيوب" قد حقق نجاحًا كبيرًا على منصة يوتيوب في العام 2013 بعد حصد عدد كبير من المشاهدات فاقت نصف مليون مشاهدة لأحد مقاطع الفيديو عن الرئيس المصري الأسبق محمد مرسي، وزيادة عدد المشتركين في قناة البرنامج على يوتيوب حيث تعدى مليون ونصف مشترك في فترة قصيرة. وقد حاز البرنامج على اهتمام عدد من القنوات العربية من بينها الجزيرة مباشر ثم انتقل يوسف حسين للعمل مع التلفزيون العربي لإنتاج حلقاته حصريًا وبثها على شاشة القناة.

### وفي رواية أخرى (التلفزيون العربي)
برنامج حواري أسبوعي يقدمه بدر الدين الصائغ، يستضيف شخصيات بارزة من مسؤولين سابقين ومفكرين وحقوقيين ذوي تأثير ونفوذ. يركز البرنامج على تسليط الضوء على أدوارهم الفاعلة في صنع الأحداث خلال مراحل تاريخية حاسمة، في نقاشات عميقة تكشف أبعاد تلك الفترات وتأثيراتها.

### عين المكان (التلفزيون العربي)
وهو سلسلة وثائقية أسبوعية، تقدم رؤية معمقة للأحداث السياسية في المنطقة العربية. تسلط الضوء على أماكن وشؤون قريبة من المواطن، مستعرضةً تفاصيل وخلفيات الأحداث بمنظور شامل يغطي مختلف جوانبها.

### كنت هناك (التلفزيون العربي)
برنامج وثائقي يستعرض أبرز الأحداث التي هزت العالم العربي وأوروبا، بأسلوب مبتكر ورؤية إنسانية. يركز على شهادات المشاركين وشهود العيان، مقدّمًا قصصًا واقعية بعيدًا عن التحليل، ليقرب المشاهد من جوهر كل تجربة.

### مذكرات (التلفزيون العربي)
برنامج يعتمد أسلوب الدوكودراما لاستعراض مذكرات شخصيات مؤثرة عايشت مراحل تاريخية مفصلية. يكشف البرنامج أسرارًا دفينة وحكايات لم تُروَ من قبل، من خلال تسليط الضوء على مذكرات بقيت طي الكتمان أو لم تنشر بعد، لتقديم رؤية فريدة ومختلفة عن حقب تاريخية تركت بصمتها عبر الزمن.

### مختفون (التلفزيون العربي)
برنامج يتناول قصص شخصيات عربية اختفت في ظروف سياسية غامضة دون ترك أثر. يستعرض البرنامج شهادات عائلاتهم ومواقفهم، ويقدم سيناريوهات محتملة لعمليات الإخفاء، محاولًا إلقاء الضوء على ملابسات هذه القضايا الغامضة.

### كواليس (التلفزيون العربي)
برنامج وثائقي يستكشف كواليس التاريخ السياسي من خلال الوثائق والشهادات، ليعيد بناء صورة الأحداث والمحطات التاريخية. يكشف البرنامج عن تفاصيل ظلت غائبة أو مبهمة، مقدّمًا رؤية أعمق لفهم تلك الحقبات المفصلية.

### طرب مع مروان خوري (التلفزيون العربي 2)
برنامج «طرب» مع المغني اللبناني مروان خوري من أكثر البرنامج شهرة على قناة التلفزيون العربي ويعود ذلك لنجاح البرنامج ومقدمه في استقطاب العديد من أشهر نجوم ونجمات الطرب العربي. استضاف برنامج «طرب» في أول حلقاته المغنية اللبنانية نوال الزغبي، ثم استمرت مسيرة البرنامج مع لطفي بوشناق والموسيقار العراقي نصير شمة والنجم المصري حمزة نمرة، وسعدون جابر والكثير من الأسماء الكبيرة في العالم الفن والغناء عربيًا، إضافة إلى استضافة العديد من الفنانين الشباب والصاعدين من العالم العربي.

### ريميكس (التلفزيون العربي 2)
في هذا البرنامج يعيد الفنان المصري حمزة نمرة أداء أشهر الأغاني التراثية من مختلف الدول العربية وإعادة توزيعها بأسلوب حديث يمزج بين الأغنية التراثية والموسيقى الغربية الحديثة. تبث حلقة جديدة من هذا البرنامج نهاية كل أسبوع على شاشة التلفزيون العربي 2، مع تسليط الضوء على محطات يمر بها بها نمرة إلى عدد من الدول العربية والأجنبية للبحث في التراث الموسيقي المدفون وإعادة تجديد أغنيات من الفولكلور العربي، بمرافقة مجموعة من الفرق الشابة والمستقلة والعازفين الأجانب. وقد أنتج حمزة نمرة العديد من الأغنيات من المغرب العربي ومن التراث الفلسطيني ومن الفولكلور اللبناني ومن التراث المصري.

### سيداتي سادتي (التلفزيون العربي 2)
وهو برنامج أسبوعي يقدّمه الإعلامي عارف حجاوي، وذلك في مساحة حرّة قدم خلالها نفائس ثقافية تشمل اللغة العربية وآدابها، والتاريخ والفنون، وأبرز الأحداث التي تشهدها المنطقة والعالم، بالإضافة إلى الشخصيات المؤثرة، وأشهر الفنانين والموسيقيين.

### عصير الكتب (متوقف)
وهو برنامج ثقافي كان يقدمه الكاتب المصري بلال فضل ويتناول فيه قضايا متنوعة حول الكتب والكتابة والمؤلفين والقراءة. يتوزع البرنامج على عدد من الأجزاء، حيث يتم في الجزء الأول من البرنامج تقديم عرض حول أحد الكتب ويشرح بلال فضل سياق تأليف الكتاب ونشره. كما يستضيف البرنامج ضيفًا من المثقفين العرب للحديث عن قضايا متنوعة. وتتنوع الفقرات الأخرى بين تقارير عن كتاب مشهورين وعروضٍ للفعاليات الثقافية.

### سرقة زنوبيا (تحقيق صحفي)
وهو تحقيق يشكف عن سرقة آثار سورية يشتبه أنها من مدفن أرطبان بمدينة تدمر السورية وهي ضمن سبعةً من أصلِ اثنتينِ وعشرينَ قطعةً كانت منظمة الشرطة الجنائية الدولية نشرت على موقعها الإلكتروني أنها مفقودة، وذكرت أنها سرقت على الأغلب بين عامي 2014 و 2015.
وكان التحقيق الذي بث ضمن برنامج «شيفرة»، قد أوضح أن مدفن أرطبان، تعرض للتخريب وسرقة جميع اللوحات النصفية وعددها 22 لوحة. ومن المحتملِ أنه تم اقتلاع هذه اللوحة النصفية من هذا الجدار. وأكد فريق البحث في التحقيق أن الآثار المسروقة تعود إلى مدفن أرطبان. ونجح الفريق أيضًا بالعثور على لوحة واحدة من بين اللوحات المسروقة، بعد التأكد من تطابق التواريخ مع ما نشره الإنتربول لصور القطع المسروقة، مما يوضح أن السرقة تمت إما أثناء سيطرة النظام السوري أو تنظيم داعش على تدمر.
وتمكن فريق التحقيق الوصول إلى القطعة مع تاجر سوري يعيش في مدينة الريحانية التركية والذي عرض على الفريق عدد من القطع الأثرية التي تم تهريبها من مدن حمص وتدمر من ضمنها هذا التمثال النصفي بالإضافة إلى جدارية فسيفساء نقلها إلى كندا. وتناول تحقيق «سرقة زنوبيا» في رحلة ميدانية بالكاميرات السرية، عمليات سرقة الحضارة السورية وآثارها بدءا من الحفر والبحث عنها حتى تهريبها عبر الحدود وصولا إلى قطع مهمة تم نقلها إلى تركيا وبريطانيا وكندا.
وقد توصل التحقيق إلى أن عمليات تهريب الآثارِ عبر الشمال السوري، تتم من خلال ثلاث مناطق حدودية من الطرف السوري حيث يتم تهريب القطع من خلالها، عبر ثلاث نقاط حدودية من بينها معبر باب السلام، حيث يتم تهريب القطع عن طريق أشخاص تربطهم علاقات بالفصائل العسكرية التي تسيطر على المنطقة.
وكشف التحقيق أن سرقة الآثار السورية باتت تجارة متعارفًا عليها بين مختلف أطراف الصراع في سوريا، وأن الضحية الأكبر بعد المدنيين وحياتهم هي آثار الحضارة القديمة الموجودة في سوريا. وانتهى التحقيق بدعوة جهات البحث والتحقيق الدولية وجهات الحفاظ على التراث العالمي لاسترداد الآثار المسروقة ووقف العبث بها.
وقد حاز هذا الوثائقي الاستقصائي على جائزة أفضل تحقيق صحفي استقصائي في فئة أفضل التحقيقات المنشورة للعام 2018 من الشبكة العالمية للصحافة الاستقصائية.

### قنصلية الموت (تحقيق صحفي)
وهو تحقيق استقصائي يكشف ملامح وتفاصيل التحقيقات الجارية بشأن قضية اختفاء الصحفي السعودي جمال خاشقجي الذي يرجح مقتله. التحقيق يتتبع خطا زمنيا لتحركات الصحفي الشهير منذ وصوله إلى إسطنبول قادما من محل إقامته في واشنطن وزياراته للقنصلية السعودية باسطنبول، بالاستناد لمصادر تركية خاصة ومصادر في صحيفة واشنطن بوست الأميركية تكشف عن سير التحقيق، كما يسلط الضوء على المشتبه بهم الرئيسيين في القضية.
وشارك في الوثائقي عدد من أصدقاء خاشقجي والمطّلعين على قضيّة اغتياله، منهم مستشار الرئيس التركي، ياسين أقطاي، ومدير عام قناة الجزيرة السابق، ياسر أبو هلالة، وغيرهم. وتتبع الوثائقي مسار خاشقجي منذ خروجه من السفارة السعودية في واشنطن، حيث التقى السفير السعودي هناك، خالد بن سلمان آل سعود، إلى لحظة دخوله قنصلية بلاده في إسطنبول، حيث اختفى.

### تسعة أيام في القاهرة (فيلم وثائقي)
فيلم وثائقي يعرض رواية إيطالية لحادثة جوليو ريجيني. الفيلم من إنتاج إيطالي ويركز على جوانب إنسانية ودرامية في قصة ريجيني من خلال لقاء والديه. ويعرض الوثائقي شهادات لشخصيات إيطالية لها وزنها في متابعة سير الأحداث وأخرى كانت جزءا منها. ومن بين شخصيات الفيلم السفير الإيطالي في القاهرة وطبيب التشريح الذي عمل على جثة ريجيني فور وصولها لإيطاليا بالإضافة للمحققين المعنيين بالملف. ويكشف الفيلم من الجانب المصري عن تفاصيل شهادة محمد عبد الله نقيب الباعة الجائلين والتي أدلى بها لدى جهات التحقيق المصرية. كما يعرض مكالمة بشأن ريجيني بين محمد عبد الله وممثل لإحدى الجهات الرسمية المصرية.

### مركب رشيد (تحقيق صحفي)
تحقيق «مركب رشيد»، هو تحقيق صحفي من إنتاج التلفزيون العربي يفتح ملف مركب الهجرة غير الشرعية الذي غرق قبل عامين قرب سواحل مدينة رشيد المصرية، وينقل البرنامج تورط حرس الحدود المصري في هذا الحادث خاصة بعد أن خاض فريق التحقيق تجربة هجرة غير شرعية أمام أنظار حرس الحدود من المدينة نفسها.
وكان «مركب رشيد» قد غرق يوم الأربعاء 21 سبتمبر عام 2016، في مياه البحر المتوسط على بعد 12 كم قبالة سواحل رشيد بمحافظة البحيرة، وكان يحمل بين 300 إلى 600 مهاجر غير شرعي من السودان وسوريا والصومال وإريتريا ومصر، ووصل عدد الضحايا إلى 204 قتلى ماتوا غرقًا.

## ترددات قنوات شبكة التلفزيون العربي
- يمكن مشاهدة قناة "التلفزيون العربي" من خلال الأقمار الصناعية الآتية، بحسب المنطقة الجغرافية:[24] من دول الخليج العربي ودول شرق المتوسط وتركيا: نايل سات، تردد: 10971، أفقي، معدل ترميز: 27500، الترميز: 7/8. أو على التردد: 12646، أفقي، معدل ترميز: 27500، الترميز: 7/8. ومن دول شمال إفريقيا، وأوروبا والمملكة المتحدة: هوت بيرد، تردد: 12520، عمودي، معدل ترميز: 27500، الترميز: 3/4.
- أمّا قناة "التلفزيون العربي 2"، فيمكن مشاهدتها من خلال الأقمار الصناعية الآتية، بحسب المنطقة الجغرافية:[25] فمن دول الخليج العربي ودول شرق المتوسط وشمال إفريقيا وتركيا: نايل سات، تردد: 11392، عمودي، معدل ترميز: 27500، الترميز: 7/8. أو على التردد: 11258، أفقي، معدل ترميز: 27500، الترميز: 5/6.

كما يمكن مشاهدة كلتا القناتين "التلفزيون العربي" و"التلفزيون العربي 2" عبر مزودي خدمات التلفزيون والبث المباشر الرقمي المنتشرة عالمياً مثل: بي إن، ويوتيوب، وفيميو، وأبل تي في، وتطبيق عربي+، وروكو، وغيرها من مزودي الخدمات.

## جوائز وتكريمات
حصلت شبكة التلفزيون العربي على العديد من الجوائز العربية والإقليمية والعالمية، منها ما يأتي:
1. جائزة «أفضل خدمة بث مباشر رقمي في العالم العربي» للعام 2024: وذلك خلال حفل توزيع جوائز نظمه المنتدى العالمي للتواصل الاجتماعي.[26]
2. جائزة «Shorty Awards العالمية» للعام 2024: وذلك عن حلقة "أوهام السعادة" التي تتناول مخاطر الإدمان.[27]
3. جائزة «المهرجان العربي للإذاعة والتلفزيون الفضية» للعام 2024: وذلك في فئة الوثائقيات، عن الفيلم الوثائقي «لهيب الثلاجات».[28]
4. جائزة «المنظمة العالمية للصحافة (وان–إيفرا)» المركز الثالث للعام 2023: والتي حصلت عليها منصة "أنا العربي" ضمن فئة "أفضل تقرير مصور للبيانات"، وذلك عن فيديو بعنوان "السلاح النووي: القصة الكاملة".[29]
5. شهادة تقدير من «جوائز ويبي السنوية» للعام 2023: والتي تمنحها الأكاديمية الدولية للفنون والعلوم الرقمية، وذلك في فرع المونتاج عن حملة تحديث الهوية البصرية الخاصة بشبكة التلفزيون العربي.[30]
6. جائزتي «هرمس الذهبية والبلاتينية» للعام 2023: حيثُ كانت الذهبية عن حملة تحديث الهوية البصرية الجديدة للتلفزيون العربي، أمّا الجائزة البلاتينية فقد كانت عن تصميم برنامج "أهلا رمضان" الذي عُرض على قناة العربي 2، بالإضافة إلى تقرير بتقنيةالواقع الافتراضي عن الحرب في أوكرانيا.[31]
7. جائزة «آي ديزاين البرونزية» للعام 2023: عن نفس الهوية البصرية الجديدة.[31]
8. جائزتي «تيلي الفضية والبرونزية» للعام 2023: حيث كانت الفضية عن نفس التقرير السابق عن الحرب في أوكرانيا، أمّا البرونزية فقد كانت عن تحديث الهوية البصرية الجديدة.[31]
9. جائزة «AVA البلاتينية» للعام 2022: تُعد هذه المسابقة الدولية منصة لتسليط الضوء على المتخصصين المبدعين في مجالات التخطيط والتصميم وإنتاج الاتصالات الرقمية. وقد حصلت شبكة التلفزيون العربي على الجائزة تقديراً لتصميم النشرة الإخبارية لبرنامج "الأخيرة"، وذلك ضمن فئة الإنتاج المرئي والبث التلفزيوني.[30]
10. جائزة «أفضل حملة إعلامية على مواقع التواصل الاجتماعي» للعام 2022: وذلك لحملة “العربي على أرض عربية”، التي أطلقتها القناة للإعلان عن انتقال مقرها الرئيسي إلى مدينة لوسيل بقطر.[32]
11. جائزة «أفضل برنامج تلفزيوني لرصد وتفنيد الشائعات» للعام 2022: وذلك عن برنامج «بوليغراف»، وهو برنامج أسبوعي يستعرض أبرز الشائعات التي تتداولها وسائل الإعلام ومواقع التواصل الاجتماعي.[32]
12. جائزة «برودكاست برو» للعام 2022: يُمنح هذا التكريم لفئة المشروع التكنولوجي الأكثر إبداعاً، تقديراً للتصميم المبتكر والتقنيات الحديثة المستخدمة في المبنى الجديد، الذي أصبح مقرهم في مدينة لوسيل بقطر. كما يعكس المشروع استخدام تكنولوجيا متطورة في مجالات الإضاءة والتصوير، إلى جانب إدارة الأستوديو وعمليات البث التي تُدار من مركز موحّد.[30]
13. جائزتي «MarCom البلاتينية والذهبية» للعام 2021: وذلك عن تقريرين صحفيين تناول أحدهما سدّ النهضة الإثيوبي، فيما تناول الآخر المنشآت الإيرانية النووية.[33]
14. جائزة «أفضل قناة عربية» للعام 2018: وذلك عن فئة الإعلام، والمقدّمة من مؤسسة «جوائز غلوبال العربية»، وذلك ضمن حفل أجرته في مدينة مراكش في المغرب. تعتمد الجائزة على معايير الالتزام بالمهنية وقوة المحتوى ونوعيته وطريقة عرضه وترويجيه ضمن معايرها التحكيمية الخاصة، حيثُ تجري مسحاً شاملاً لجميع القنوات العربية من قبل لجنة من المختصين.[34]

## وصلات خارجية
- الموقع الرسمي